# Monomorium
Monomorium – rodzaj mrówek z podrodziny Myrmicinae.
Mrówki te mają smukłe ciała o długości nieprzekraczającej 4 mm. Ich nadustek ma mniej lub bardziej wystający przedni brzeg i wyposażony jest w szczecinki środkowe. Na żuwaczkach znajduje się 3 do 5 ząbków. U samic (królowych i robotnic) nadustek wyposażony jest w dwa wyraźne, ostre lub zaokrąglone żeberka. Czułki samców są 13-członowe, zaś u samic zbudowane z 12 lub 11 (rzadko z 10) członów. Pozatułów samic jest pozbawiony ząbków i zwykle zaokrąglony (rzadziej kanciasty). Pomostek jest wyraźnie przewężony. Królowe mają skrzydła, których użyłkowanie wyróżnia się od rodzaju Solenopsis zawsze otwartą komórką radialną.
Rodzaj kosmopolityczny. Przedstawiciele zasiedlają łąki, lasy i ich pobrzeża. Gniazda zakładają pod kamieniami, kłodami i w obumarłych gałęziach. Należąca tu mrówka faraona jest synantropem, zamieszkującym siedziby ludzkie.
Należy tu ponad 360 opisanych gatunków:

- Monomorium abeillei
- Monomorium acutinode
- Monomorium advena
- Monomorium aeyade
- Monomorium affabile
- Monomorium afrum
- Monomorium aithoderum
- Monomorium alamarum
- Monomorium albipes
- Monomorium albopilosum
- Monomorium algiricum
- Monomorium altinode
- Monomorium anceps
- Monomorium anderseni
- Monomorium andrei
- Monomorium angustinode
- Monomorium annamense
- Monomorium antarcticum
- Monomorium anthracinum
- Monomorium antipodum
- Monomorium aper
- Monomorium arboreum
- Monomorium arenarium
- Monomorium areniphilum
- Monomorium arnoldi
- Monomorium asiriense
- Monomorium atomum
- Monomorium australe
- Monomorium baal
- Monomorium balathir
- Monomorium banksi
- Monomorium barbatulum
- Monomorium bequaerti
- Monomorium bevisi
- Monomorium bicolor
- Monomorium bicorne
- Monomorium bidentata
- Monomorium bidentatum
- Monomorium bifidoclypeatum
- Monomorium bifidum
- Monomorium bihamatum
- Monomorium bimaculatum
- Monomorium biroi
- Monomorium boerorum
- Monomorium bogischi
- Monomorium boltoni
- Monomorium borlei
- Monomorium brachythrix
- Monomorium brasiliense
- Monomorium braunsi
- Monomorium broschorum
- Monomorium brunneolucidulum
- Monomorium buettikeri
- Monomorium burchera
- Monomorium butteli
- Monomorium buxtoni
- Monomorium capeyork
- Monomorium capito
- Monomorium captator
- Monomorium carbo
- Monomorium carbonarium
- Monomorium carinatum
- Monomorium castaneum
- Monomorium cekalovici
- Monomorium centrale
- Monomorium chilense
- Monomorium chinense
- Monomorium chnodes
- Monomorium clavicorne
- Monomorium compressum
- Monomorium concolor
- Monomorium crawleyi
- Monomorium creticum
- Monomorium crinitum
- Monomorium croceiventre
- Monomorium cyaneum
- Monomorium dakarense
- Monomorium damarense
- Monomorium dammame
- Monomorium decuria
- Monomorium delabiei
- Monomorium delagoense
- Monomorium demisum
- Monomorium denticulatum
- Monomorium denticulum
- Monomorium dentigerum
- Monomorium dichroum
- Monomorium dictator
- Monomorium dirie
- Monomorium disertum
- Monomorium disetigerum
- Monomorium disoriente
- Monomorium dolatu
- Monomorium draculai
- Monomorium drapenum
- Monomorium draxocum
- Monomorium dryhimi
- Monomorium durokoppinense
- Monomorium ebangaense
- Monomorium ebeninum
- Monomorium edentatum
- Monomorium effractor
- Monomorium egens
- Monomorium elegantulum
- Monomorium elghazalyi
- Monomorium elongatum
- Monomorium emarginatum
- Monomorium eremoides
- Monomorium eremophilum
- Monomorium eremum
- Monomorium ergatogyna
- Monomorium esharre
- Monomorium euryodon
- Monomorium evansi
- Monomorium excelsior
- Monomorium excensurae
- Monomorium exiguum
- Monomorium falcatum
- Monomorium fasciatum
- Monomorium fastidium
- Monomorium fayfaense
- Monomorium fezzanense
- Monomorium fieldi
- Monomorium firmum
- Monomorium flavimembra
- Monomorium flavonigrum
- Monomorium flavum
- Monomorium floricola
- Monomorium forcipatum
- Monomorium fridae
- Monomorium fugelanum
- Monomorium gabrielense
- Monomorium gallagheri
- Monomorium geminum
- Monomorium gilberti
- Monomorium grassei
- Monomorium guillarmodi
- Monomorium guineense
- Monomorium hainanense
- Monomorium hanaqe
- Monomorium hanneli
- Monomorium hannonis
- Monomorium harithe
- Monomorium havilandi
- Monomorium hemame
- Monomorium hercules
- Monomorium herero
- Monomorium hertogi
- Monomorium hesperium
- Monomorium hirsutum
- Monomorium hiten
- Monomorium hoffmanni
- Monomorium holothir
- Monomorium hospitum
- Monomorium humilior
- Monomorium ilgii
- Monomorium impexum
- Monomorium indicum
- Monomorium inquietum
- Monomorium inquilinum
- Monomorium insolescens
- Monomorium intrudens
- Monomorium invidium
- Monomorium iyenasu
- Monomorium jacksoni
- Monomorium jizane
- Monomorium junodi
- Monomorium katir
- Monomorium kelapre
- Monomorium kidman
- Monomorium kiliani
- Monomorium kineti
- Monomorium kitectum
- Monomorium knappi
- Monomorium kugitangi
- †Monomorium kugleri
- Monomorium lacunosum
- Monomorium laeve
- Monomorium latastei
- Monomorium latinodoides
- Monomorium leae
- Monomorium leda
- Monomorium legulum
- Monomorium lene
- Monomorium lepidum
- Monomorium libanicum
- Monomorium liliuokalanii
- Monomorium lindbergi
- Monomorium longi
- Monomorium longiceps
- Monomorium longinode
- Monomorium longipes
- Monomorium lubricum
- Monomorium luisae
- Monomorium luteum
- Monomorium macarthuri
- Monomorium macrops
- Monomorium madecassum
- Monomorium mahyoubi
- Monomorium majarishe
- Monomorium majeri
- Monomorium malatu
- Monomorium manir
- Monomorium mantazenum
- Monomorium marjoriae
- Monomorium marmule
- Monomorium marshi
- Monomorium maryannae
- Monomorium matame
- Monomorium mavide
- †Monomorium mayrianum
- Monomorium medinae
- Monomorium mediocre
- Monomorium megalops
- Monomorium melleum
- Monomorium merepah
- Monomorium micrommaton
- Monomorium micropacum
- Monomorium mictilis
- Monomorium micula
- Monomorium minimum
- Monomorium minor
- Monomorium mirandum
- Monomorium mitchell
- Monomorium moathi
- Monomorium monomorium
- Monomorium montanum
- Monomorium musicum
- Monomorium najrane
- Monomorium nanum
- Monomorium nightcapense
- Monomorium nigricans
- Monomorium nigriceps
- Monomorium niloticum
- Monomorium nimihil
- Monomorium nirvanum
- Monomorium nitidiventre
- Monomorium notulum
- Monomorium noualhieri
- Monomorium noxitum
- Monomorium nuptualis
- Monomorium occidaneum
- Monomorium occidentale
- Monomorium ocellatum
- Monomorium oodnadatta
- Monomorium opacior
- Monomorium opacum
- Monomorium ophthalmicum
- Monomorium orangiae
- Monomorium orientale
- Monomorium osiridis
- Monomorium pacis
- Monomorium pallidipes
- Monomorium parantarcticum
- Monomorium parvinode
- Monomorium paternum
- Monomorium pergandei
- Monomorium personatum
- Monomorium petiolatum
- Monomorium pharaonis – mrówka faraona
- Monomorium phoenicum
- Monomorium pilbara
- †Monomorium pilipes
- Monomorium platynode
- Monomorium pubescens
- Monomorium pulchrum
- Monomorium punctipectore
- Monomorium punctulatum
- Monomorium rabirium
- Monomorium rastractum
- Monomorium ravenshoense
- Monomorium rhopalocerum
- Monomorium rimae
- Monomorium riyadhe
- Monomorium rosae
- Monomorium rothsteini
- Monomorium rotundatum
- Monomorium rubriceps
- Monomorium rufonigrum
- Monomorium rufulum
- Monomorium rugifrons
- Monomorium ruzskyi
- Monomorium sagei
- Monomorium sahlbergi
- Monomorium sakalavum
- Monomorium salomonis
- Monomorium santschii
- Monomorium sarawatense
- Monomorium schultzei
- Monomorium schurri
- Monomorium sculpturatum
- Monomorium senegalense
- Monomorium setuliferum
- Monomorium shattucki
- Monomorium shilohense
- Monomorium sichelii
- Monomorium silaceum
- Monomorium silvestrii
- Monomorium smithii
- Monomorium sommieri
- Monomorium sordidum
- Monomorium spatulicorne
- Monomorium spectrum
- Monomorium speculum
- Monomorium speluncarum
- Monomorium springvalense
- Monomorium sryetum
- Monomorium stagnum
- Monomorium stictonotum
- Monomorium strangulatum
- Monomorium striatifrons
- Monomorium subapterum
- Monomorium subcomae
- Monomorium subdentatum
- Monomorium subdenticorne
- Monomorium sublamellatum
- Monomorium subopacum
- Monomorium suleyile
- Monomorium sutu
- Monomorium sydneyense
- Monomorium symmotu
- Monomorium syriacum
- Monomorium tablense
- Monomorium taedium
- Monomorium talbotae
- Monomorium tambourinense
- Monomorium tanysum
- Monomorium taprobanae
- Monomorium tchelichofi
- Monomorium tenebrosum
- Monomorium termitarium
- Monomorium termitobium
- Monomorium topend
- Monomorium torrens
- Monomorium torvicte
- Monomorium trageri
- Monomorium trake
- Monomorium tricolor
- Monomorium triviale
- Monomorium tumaire
- Monomorium tynsorum
- Monomorium vaguum
- Monomorium vatranum
- Monomorium vecte
- Monomorium venustum
- Monomorium versicolor
- Monomorium viator
- Monomorium viridum
- Monomorium vonatu
- Monomorium wahibiense
- Monomorium westi
- Monomorium whitei
- Monomorium willowmorense
- Monomorium wilsoni
- Monomorium wroughtoni
- Monomorium xantheklemma
- Monomorium xanthognathum
- Monomorium xuthosoma
- Monomorium yemene
- Monomorium zhinu
- Monomorium zulu